# Topografia da superfície dos oceanos

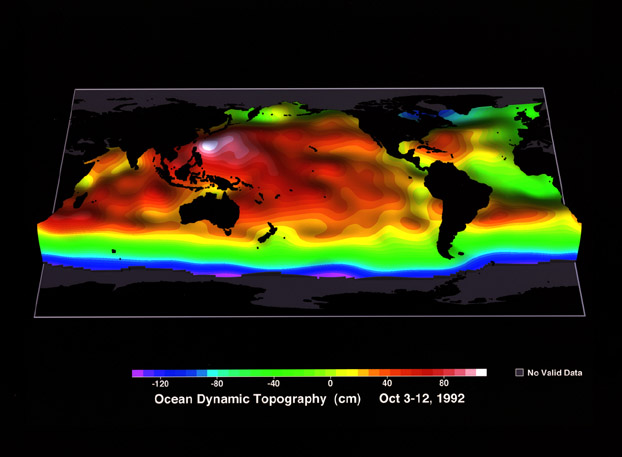
A missão espacial TOPEX/Poseidon foi a primeira a permitir o mepeamento da topografia oceânica com precisão suficiente para estudos em larga escala das correntes oceânicas. Esta imagem construida com dados de apenas 10 dias (3 a 12 de Outubro de 1992), permitiu identificar sistemas de correntesas identificados por sistemas baseados em navios nos últimos 100 anos!

A superfície dos oceanos tem os seus altos e baixos, constituindo uma topografia, de forma semelhante as montanhas e vales na superfície da Terra. Esse "relevo" da superfície dos oceanos, é chamado de topografia da superfície dos oceanos e é mapeado usando medições da altura da superfície dos oceanos em relação ao geoide da Terra. O geoide, é uma superfície calculada que representa a superfície da Terra como se a superfície dos oceanos não estivessem em movimento.
As variações de altura da topografia da superfície dos oceanos podem chegar a cerca de dois metros e são influenciadas pela circulação, temperatura e salinidade dos oceanos.

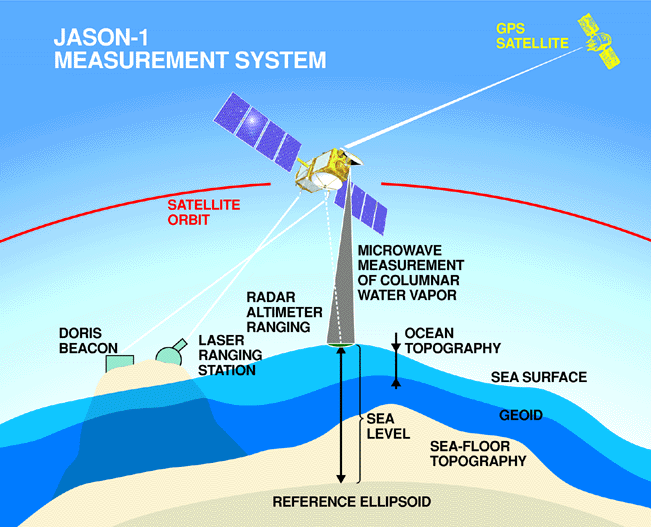
O satélite Jason-1 mapeia a superfície oceânica global a cada 10 dias.

A topografia da superfície dos oceanos é usada para mapear as correntes oceânicas, que se movem através das "montanhas" e "vales" dos oceanos de forma previsível. Movimentos no sentido dos ponteiro de um relógio é encontrado ao redor de "montanhas" no hemisfério Norte e nos "vales" do hemisfério Sul. Isso se deve ao efeito Coriolis. De forma contrária, movimentos no sentido contrário aos ponteiros de um relógio são percebidos ao redor dos "vales" no hemisfério Norte e nas "montanhas" do hemisfério Sul.
A topografia da superfície dos oceanos é usada também para entender como os oceanos movem o calor ao redor do Mundo, um componente crítico do clima da Terra, além de também monitorar alterações globais no nível do mar.
A topografia da superfície dos oceanos pode ser obtida por medições profundas de temperatura e salinidade feitas por navios. No entanto, desde 1992, uma série de missões com satélites equipados com instrumentos de altimetria, começando com a TOPEX/Poseidon prosseguindo com o Jason 1 e Jason 2, passaram a medir a altura da superfície dos oceanos de forma direta. Combinando essas medições com as medições de gravidade da missão Gravity Recovery and Climate Experiment (GRACE), os cientistas podem determinar a topografia da superfície dos oceanos com precisão de poucos centímetros.
Uma nova missão de satélite chamada Surface Water Ocean Topography Mission, foi proposta para fazer o primeiro mapeamento topográfico global de todas as superfícies aquáticas: oceanos, lagos e rios. Esse estudo deve permitir uma visão detalhada e objetiva de todos os corpos aquáticos da Terra a partir do espaço e medições muito mais detalhadas da superfície dos oceanos como nunca antes obtidos.